# اچ‌ام‌اس کوریجوس (۵۰)
اچ‌ام‌اس کوراگوس (۵۰) (به انگلیسی: HMS Courageous (50)) یک ناو هواپیمابر بود به طول ۷۸۶ فوت ۹ اینچ (۲۳۹٫۸ متر) بود. این ناو هواپیمابر که در سال ۱۹۱۶ ساخته شده بود، ۱۷ سپتامبر ۱۹۳۹ یعنی تنها ۱۷ روز پس از آغاز رسمی جنگ دوم جهانی در اثر برخورد دو اژدر شلیک شده از یک زیر دریایی آلمانی در جریان یک مأموریت گشت زنی حوالی سواحل ایرلند غرق شد که به مرگ ۵۱۹ تن از خدمه آن از جمله فرمانده ناو انجامید.